# Euphyia imperviata
Euphyia imperviata là một loài bướm đêm trong họ Geometridae.